# Vitry-en-Perthois
Pour les articles homonymes, voir Vitry.
Vitry-en-Perthois est une commune française, située dans le département de la Marne en région Grand Est.
Ses habitants sont les Pavois, du nom du bouclier sur lequel on élevait les nouveaux chefs francs.

## Géographie

### Localisation
Vitry-en-Perthois se trouve au sud-est du département de la Marne, en région Grand Est. La commune appartient à la région agricole du Perthois.
La commune de Vitry-en-Perthois s'étend sur une superficie de 1 749 hectares. Sur son territoire, l'altitude varie de 92 à 207 mètres. Le village de Vitry-en-Perthois est situé au confluent de la Saulx et de la Bruxenelle. Il est dominé par le Mont de Fourche, au nord, qui culmine à 207 mètres d'altitude et surplombe Vitry-le-François et ses environs.

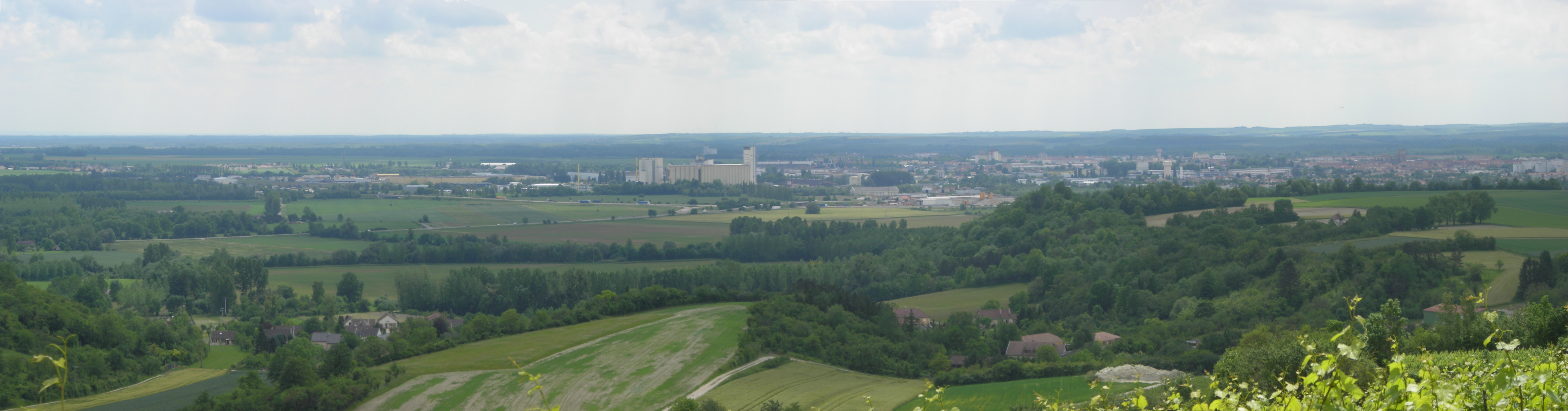
Vue de Vitry-le-François depuis le mont de Fourche.

Par la route, Vitry-en-Perthois se situe à 35 km de Châlons-en-Champagne, préfecture, à 31 km de Saint-Dizier, principale ville de la Haute-Marne, à 5 km de Vitry-le-François, sous-préfecture, et à 22 km de Sermaize-les-Bains, bureau centralisateur du canton de Sermaize-les-Bains dont dépend Vitry-en-Perthois depuis 2015. La commune fait en outre partie du bassin de vie de Vitry-le-François.
Vitry-en-Perthois est limitrophe de 9 communes :
| Couvrot           | Saint-Quentin-les-Marais | Changy Merlaut  |
| Blacy             | Vitry-en-Perthois        | Plichancourt    |
| Vitry-le-François | Marolles                 | Reims-la-Brûlée |

### Hydrographie
La commune est dans la région hydrographique « la Seine de sa source au confluent de l'Oise (exclu) » au sein du bassin Seine-Normandie. Elle est drainée par la Marne, la Saulx, le canal de la Marne au Rhin, le canal latéral à la Marne, la Chée, la Bruxenelle, le ruisseau de Villotte, le cours d'eau 01 du Pâtis, le ruisseau des Regales et divers bras de l'Étang,.
La Marne prend sa source sur le plateau de Langres, dans la commune de Saints-Geosmes (Haute-Marne) et se jette dans la Seine entre Charenton-le-Pont et Alfortville (Val-de-Marne) dans le quartier de Conflans-l'Archevêque.
La Saulx, d'une longueur de 115 km, prend sa source dans la commune de Germay et se jette  dans la Marne à Vitry-le-François, après avoir traversé 39 communes. Les caractéristiques hydrologiques de la Saulx sont données par la station hydrologique située sur la commune. Le débit moyen mensuel est de 26,3 m3/s. Le débit moyen journalier maximum est de 270 m3/s, atteint lors de la crue du 26 février 1958. Le débit instantané maximal est quant à lui de 252 m3/s, atteint le 4 février 2020.
La Chée, d'une longueur de 69 km, prend sa source dans la commune de Seigneulles et se jette  dans la Saulx sur la commune, après avoir traversé 21 communes.
La Bruxenelle, d'une longueur de 40 km, prend sa source dans la commune de Trois-Fontaines-l'Abbaye et se jette dans la Saulx sur la commune, après avoir traversé douze communes.
Le canal de la Marne au Rhin, long de 293 km et 178 écluses à l'origine, relie la Marne (à Vitry-le-François) au Rhin (à Strasbourg). Par le canal latéral à la Marne, il est connecté au réseau navigable de la Seine vers l'Île-de-France et la Normandie.
Le canal latéral à la Marne est un canal, chenal navigable de 67 km reliant Vitry-le-François à Mardeuil où il se jette dans la Marne.
Deux plans d'eau complètent le réseau hydrographique : la gravière 1 du Champ Loup (1,6 ha) et la gravière 2 du Champ Loup (1,8 ha),.

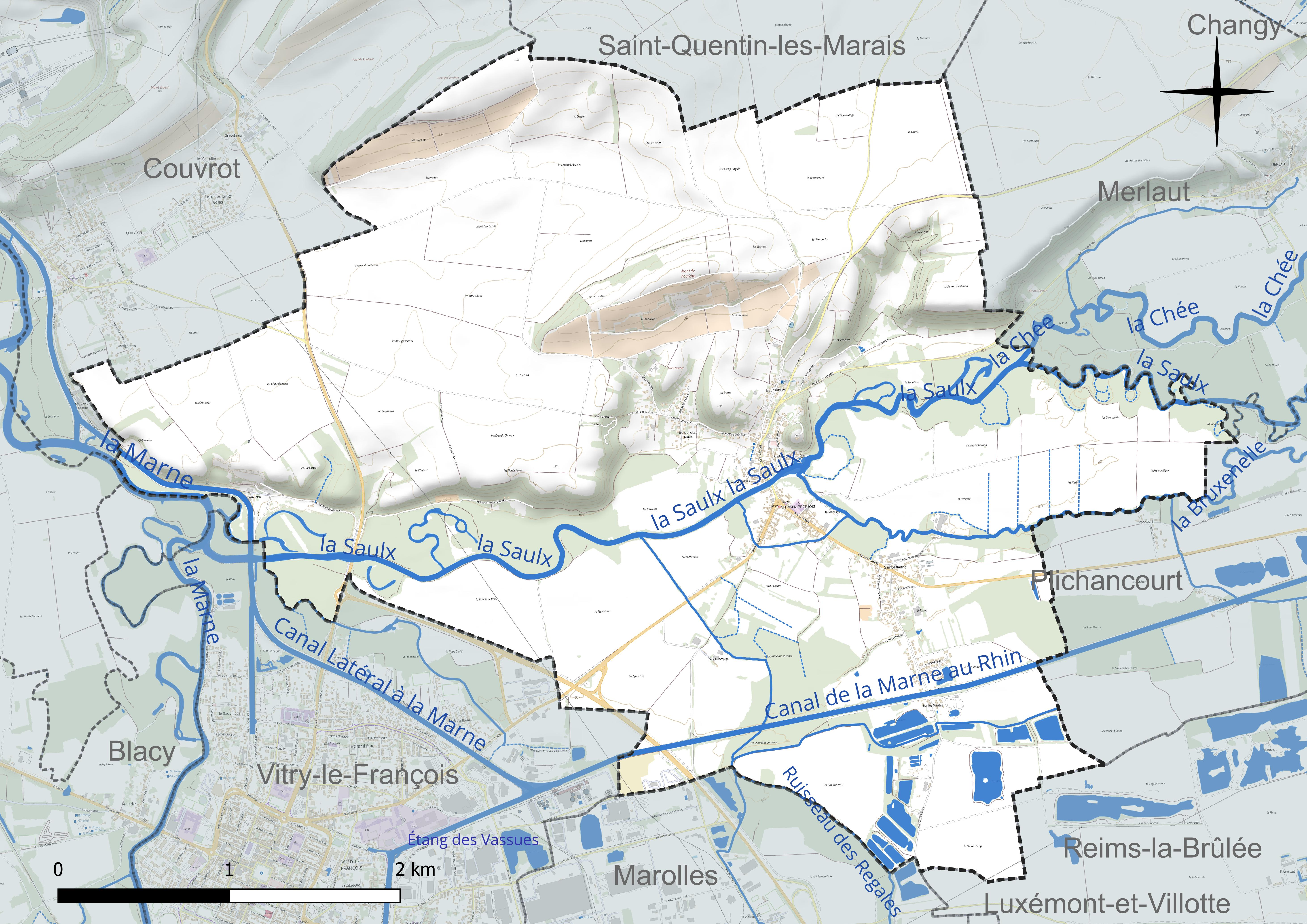
Réseau hydrographique de Vitry-en-Perthois.

### Climat
Pour des articles plus généraux, voir Climat du Grand Est et Climat de la Marne.
En 2010, le climat de la commune est de type climat océanique dégradé des plaines du Centre et du Nord, selon une étude du Centre national de la recherche scientifique s'appuyant sur une série de données couvrant la période 1971-2000. En 2020, Météo-France publie une typologie des climats de la France métropolitaine dans laquelle la commune est exposée à un climat océanique altéré et est dans la région climatique Nord-est du bassin Parisien, caractérisée par un ensoleillement médiocre, une pluviométrie moyenne régulièrement répartie au cours de l’année et un hiver froid (3 °C).
Pour la période 1971-2000, la température annuelle moyenne est de 10,4 °C, avec une amplitude thermique annuelle de 15,9 °C. Le cumul annuel moyen de précipitations est de 767 mm, avec 12 jours de précipitations en janvier et 8,5 jours en juillet. Pour la période 1991-2020, la température moyenne annuelle observée sur la station météorologique de Météo-France la plus proche, « Frignicourt », sur la commune de Frignicourt à 6 km à vol d'oiseau, est de 11,5 °C et le cumul annuel moyen de précipitations est de 694,6 mm. 
La température maximale relevée sur cette station est de 41,7 °C, atteinte le 25 juillet 2019 ; la température minimale est de −22 °C, atteinte le 9 janvier 1985,,.
Les paramètres climatiques de la commune ont été estimés pour le milieu du siècle (2041-2070) selon différents scénarios d'émission de gaz à effet de serre à partir des nouvelles projections climatiques de référence DRIAS-2020. Ils sont consultables sur un site dédié publié par Météo-France en novembre 2022.

## Urbanisme

### Typologie
Au 1er janvier 2024, Vitry-en-Perthois est catégorisée commune rurale à habitat dispersé, selon la nouvelle grille communale de densité à sept niveaux définie par l'Insee en 2022.
Elle est située hors unité urbaine. Par ailleurs la commune fait partie de l'aire d'attraction de Vitry-le-François, dont elle est une commune de la couronne,. Cette aire, qui regroupe 73 communes, est catégorisée dans les aires de moins de 50 000 habitants,.

### Occupation des sols
L'occupation des sols de la commune, telle qu'elle ressort de la base de données européenne d’occupation biophysique des sols Corine Land Cover (CLC), est marquée par l'importance des territoires agricoles (78,3 % en 2018), en diminution par rapport à 1990 (80,3 %). La répartition détaillée en 2018 est la suivante : 
terres arables (60,5 %), forêts (14,9 %), zones agricoles hétérogènes (9,1 %), prairies (4,9 %), cultures permanentes (3,8 %), zones urbanisées (3,7 %), eaux continentales (2,6 %), zones industrielles ou commerciales et réseaux de communication (0,5 %). L'évolution de l’occupation des sols de la commune et de ses infrastructures peut être observée sur les différentes représentations cartographiques du territoire : la carte de Cassini (XVIIIe siècle), la carte d'état-major (1820-1866) et les cartes ou photos aériennes de l'IGN pour la période actuelle (1950 à aujourd'hui).

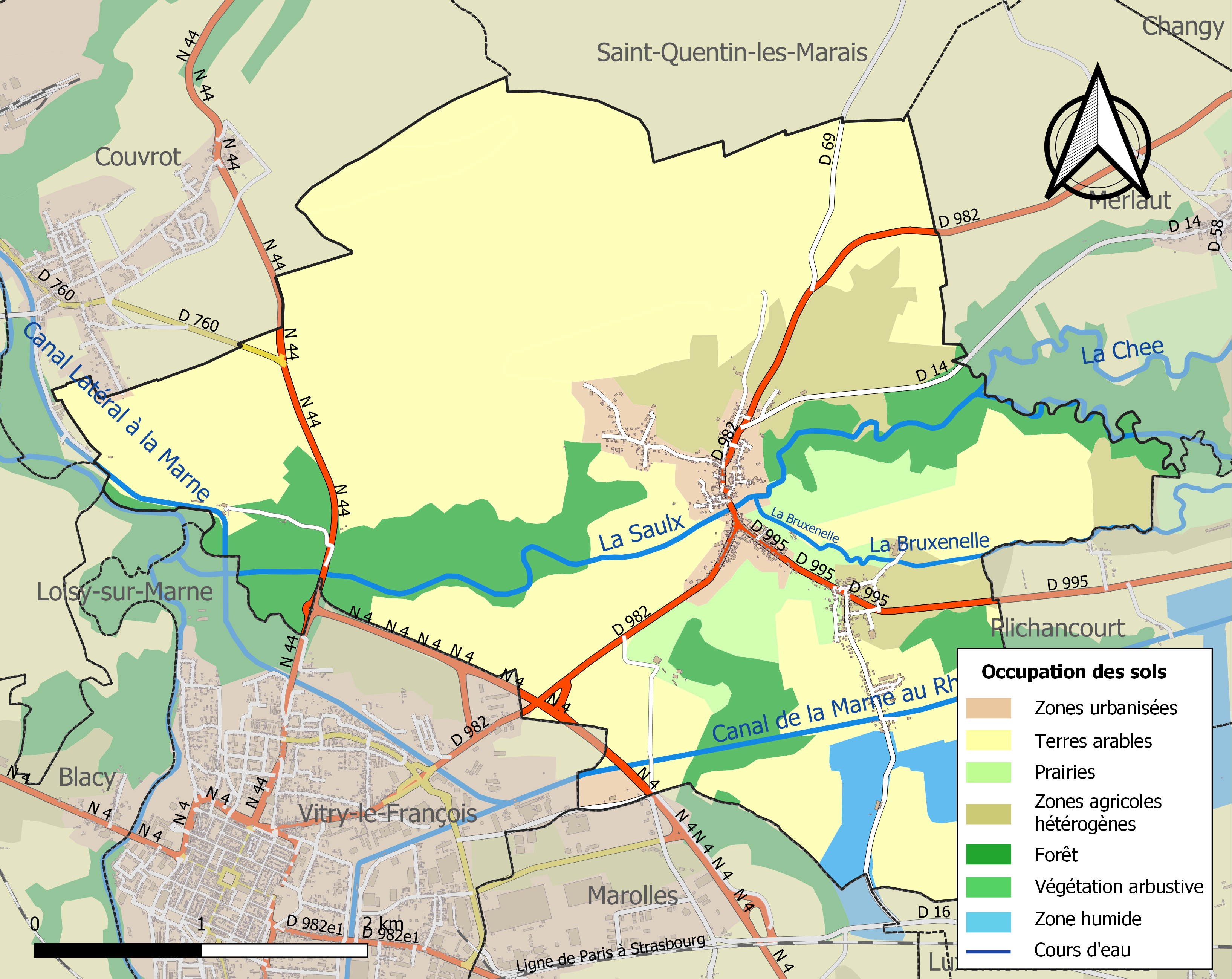
Carte des infrastructures et de l'occupation des sols de la commune en 2018 (CLC).

## Toponymie
Le nom de la localité est attesté sous les formes Victoriacum castrum (VIe siècle) ; Victoriacum castellum (vers 948) ; Vitriacum (968) ; Vitreium (commencement du XIe siècle) ; Viteriacum (1114) ; Vitreiacum (1153-1161) ; Castrum Vitriacum (vers 1165) ; Vitriachum (1186) ; Vitriacum Castellum (1197) ; Viteri, Vitri (vers 1222) ; Viteré (1252) ; Vitrei, Viterei (1256) ; Victriacum (1259) ; Vitri au Pertois (vers 1274) ; Vitrei en Partoiz (1280) ; Victriacum castrum (1286) ; Vitry (1299) ; Vittry (1311) ; Vitriacum in Pertesio (1324) ; Vitri en Pertois (1329) ; Vitery (1380) ; Victry (1384) ; Vytry (1419) ; Witry (1425) ; Victry-en-Partoix (1508) ; Victry-en-Partoys (1571) ; Vitry-le-Burlé (1598) ; Vitry-le-Château (1745).
Après l'incendie de Vitry-en-Perthois par les impériaux de Charles Quint en 1544, François Ier ordonna que « Vitry-le-Brûlé » serait reconstruit sur l'emplacement du village de Maucourt,, village sur l'emplacement duquel on construisit, en 1545, Vitry-le-François,, Vitry-en-Perthois restant à sa position initiale.
Le Perthois est une micro-région qui relève de la Champagne humide située entre Saint-Dizier (au nord de la Haute-Marne) et Vitry-le-François (au sud de la Marne).

## Histoire

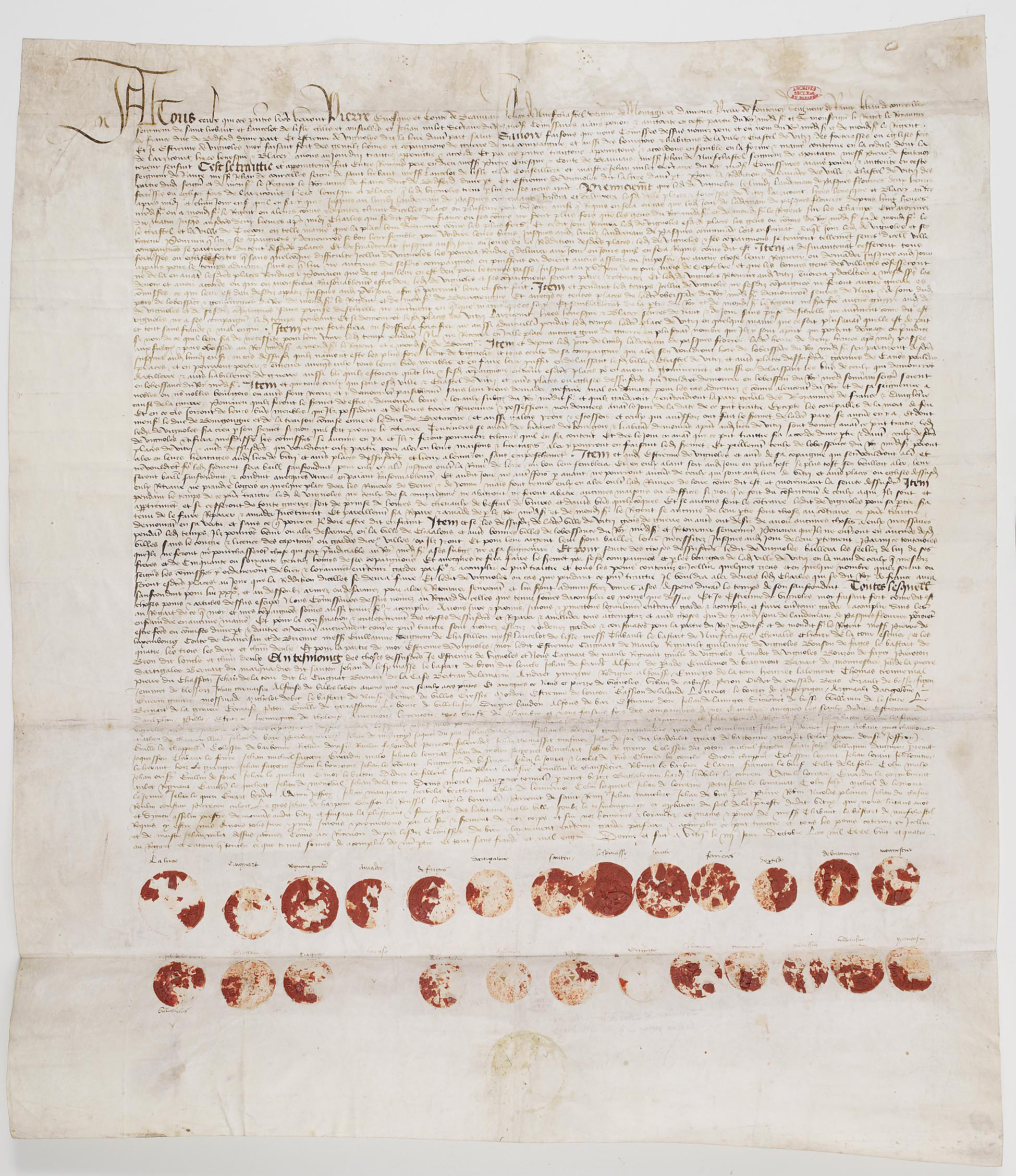
Capitulation de Vitry en Perthois (Marne) et des forteresses voisines. Vitry, 4 octobre 1424. Archives nationales.

Son histoire remonte à la période romaine. La destruction de Perthes par les Huns en 451 fait de Vitry la plus grande ville et ainsi la nouvelle capitale du Perthois. Vitry fait partie de l'Austrasie puis se soumet en 613 à la Neustrie.
En 929, Boson, frère du roi Raoul, construit un château à Vitry, disputé ensuite avec les comtes de Vermandois. En 1077, ce château échoit aux comtes de Champagne. Vitry devient le chef-lieu d'une châtellenie comtale, puis d'une prévôté et d'un bailliage.
Le bourg castral est très peuplé dès le XIIe siècle : quand l’armée de Louis VII prend Vitry en janvier 1143, près de 1 500 personnes seraient mortes brûlées dans l'église. Le remords du roi est l'une des raisons qui le poussèrent à lancer la deuxième croisade.
Le bourg castral d'origine est fortifié dès le XIIe siècle et s'étend, avec deux faubourgs. En 1230, le comte de Champagne Thibaud IV accorde une charte de franchises aux habitants de Vitry. À cette période, différentes activités économiques y sont attestées : boucherie, boulangerie, cordonnerie, textile, banque, etc. Habitent alors à Vitry des chevaliers, des clercs, des  Juifs... C'était alors une véritable ville.
Le pape Innocent III rappelle par une bulle en 1205 que les comtes de Champagne sont les vassaux de l'archevêque de Reims, pour Épernay, Fismes, Châtillon-sur-Marne, Vertus, et Vitry-en-Perthois.
Vitry s'appelait autrefois « Vitry-le-Brûlé », après avoir été entièrement détruite par le feu, d’abord en 1143 puis en 1544 par les armées de Charles Quint.
François Ier ordonne sa reconstruction, ce qui est fait en un endroit légèrement différent, l'actuelle Vitry-le-François, Vitry-en-Perthois restant à sa position initiale.
Au cours de la Révolution française, la commune porte provisoirement le nom de « Vitry-sur-Saulx ».
La commune subit des dégâts considérables en septembre 1914 durant le bref passage des armées allemandes ainsi que durant la Seconde Guerre mondiale du fait de sa proximité avec Vitry-le-François, important nœud ferroviaire sur la ligne Paris-Strasbourg.

## Politique et administration

### Intercommunalité
La commune, antérieurement membre de la communauté de communes de Champagne et Saulx, est membre en 2014 de la communauté de communes Côtes de Champagne et Saulx puis membre de la Communauté de communes Côtes de Champagne et Val de Saulx depuis 2017.

### Liste des maires
| Période                                  | Période                      | Identité                                       | Étiquette | Qualité |
| ---------------------------------------- | ---------------------------- | ---------------------------------------------- | --------- | ------- |
| Les données manquantes sont à compléter. |                              |                                                |           |         |
| 31 années                                | avant 1908                   | Ernest Vincienne                               |           | Meunier |
| avant 1988                               | ?                            | Claude Vaillant                                |           |         |
| mars 2001                                | 2014                         | Maurice Bourgeois                              |           |         |
| mars 2014                                | En cours (au 4 juillet 2014) | Hugues Gérardin Réélu pour le mandat 2020-2026 |           |         |

## Équipements et services publics

### Eau et déchets
Le service public des déchets est assuré par le Syndicat mixte du Sud-Est Marnais (SYMSEM), qui a mis en place une redevance incitative. La collecte des ordures ménagères résiduelles (en bacs noirs pucés ou en sacs rouges prépayés) et des emballages ménagers recyclables (en sacs jaunes) est réalisée en porte à porte. Le SYMSEM adhérant au syndicat de valorisation des ordures ménagères de la Marne (SYVALOM), ces déchets sont amenés en centre de transfert — dont l'un se trouve à Vitry-en-Perthois — puis valorisés sur le site de La Veuve. La collecte du verre se fait en apport volontaire, avant transformation dans une usine de Reims.
Pour les déchets volumineux ou dangereux, le SYMSEM met à disposition de ses habitants une plateforme de déchets verts et gravats, à Saint-Amand-sur-Fion, ainsi que 12 déchèteries, à Arrigny, Courtisols, Givry-en-Argonne, Mairy-sur-Marne, Pargny-sur-Saulx, Pogny, Sainte-Menehould, Thiéblemont-Farémont, Valmy, Vanault-les-Dames, Villers-en-Argonne et Ville-sur-Tourbe. Par convention entre le SYMSEM et la Communauté de communes Vitry, Champagne et Der, les habitants de Vitry-en-Perthois ont également accès à la déchèterie de Vitry-le-François.

## Population et société

### Démographie
L'évolution du nombre d'habitants est connue à travers les recensements de la population effectués dans la commune depuis 1793. Pour les communes de moins de 10 000 habitants, une enquête de recensement portant sur toute la population est réalisée tous les cinq ans, les populations de référence des années intermédiaires étant quant à elles estimées par interpolation ou extrapolation. Pour la commune, le premier recensement exhaustif entrant dans le cadre du nouveau dispositif a été réalisé en 2007.

En 2022, la commune comptait 851 habitants, en évolution de +0,83 % par rapport à 2016 (Marne : −1,19 %, France hors Mayotte : +2,11 %).
| 1793 | 1800 | 1806 | 1821 | 1831 | 1836 | 1841 | 1846 | 1851 |
| ---- | ---- | ---- | ---- | ---- | ---- | ---- | ---- | ---- |
| 677  | 783  | 780  | 740  | 791  | 822  | 770  | 750  | 796  |

| 1856 | 1861 | 1866 | 1872 | 1876 | 1881 | 1886 | 1891 | 1896 |
| ---- | ---- | ---- | ---- | ---- | ---- | ---- | ---- | ---- |
| 772  | 774  | 770  | 728  | 722  | 714  | 724  | 705  | 715  |

| 1901 | 1906 | 1911 | 1921 | 1926 | 1931 | 1936 | 1946 | 1954 |
| ---- | ---- | ---- | ---- | ---- | ---- | ---- | ---- | ---- |
| 684  | 677  | 630  | 567  | 535  | 557  | 537  | 515  | 568  |

| 1962 | 1968 | 1975 | 1982 | 1990 | 1999 | 2006 | 2007 | 2012 |
| ---- | ---- | ---- | ---- | ---- | ---- | ---- | ---- | ---- |
| 712  | 688  | 772  | 920  | 867  | 793  | 789  | 789  | 882  |

| 2017 | 2022 | - | - | - | - | - | - | - |
| ---- | ---- | - | - | - | - | - | - | - |
| 828  | 851  | - | - | - | - | - | - | - |

## Culture locale et patrimoine

### Lieux et monuments
- Le mont de Fourche, point de vue, situé à 208 mètres d'altitude, point le plus élevé des collines qui surplombe la Saulx est appelé ainsi à cause des fourches patibulaires qui y furent érigées par les premiers comtes de Vitry, en marque de haute justice.
- Chapelle Sainte-Geneviève. Le prieuré de Sainte-Geneviève, situé à 1 km à l'ouest de Vitry-en-Perthois, est fondé en 865 par l'évêque de Châlons, Erchenrad, qui y fait construire un autel sous l'invocation de sainte Geneviève. Il reste une partie de l'église aujourd'hui transformée en chapelle. Ce petit monument, restauré en 1859, reste un précieux souvenir de l'ancien Vitry.
- Calvaire érigée en expiation du massacre de 40 juifs en 1331[46].
- Abbaye Saint-Jacques de Vitry-en-Perthois.

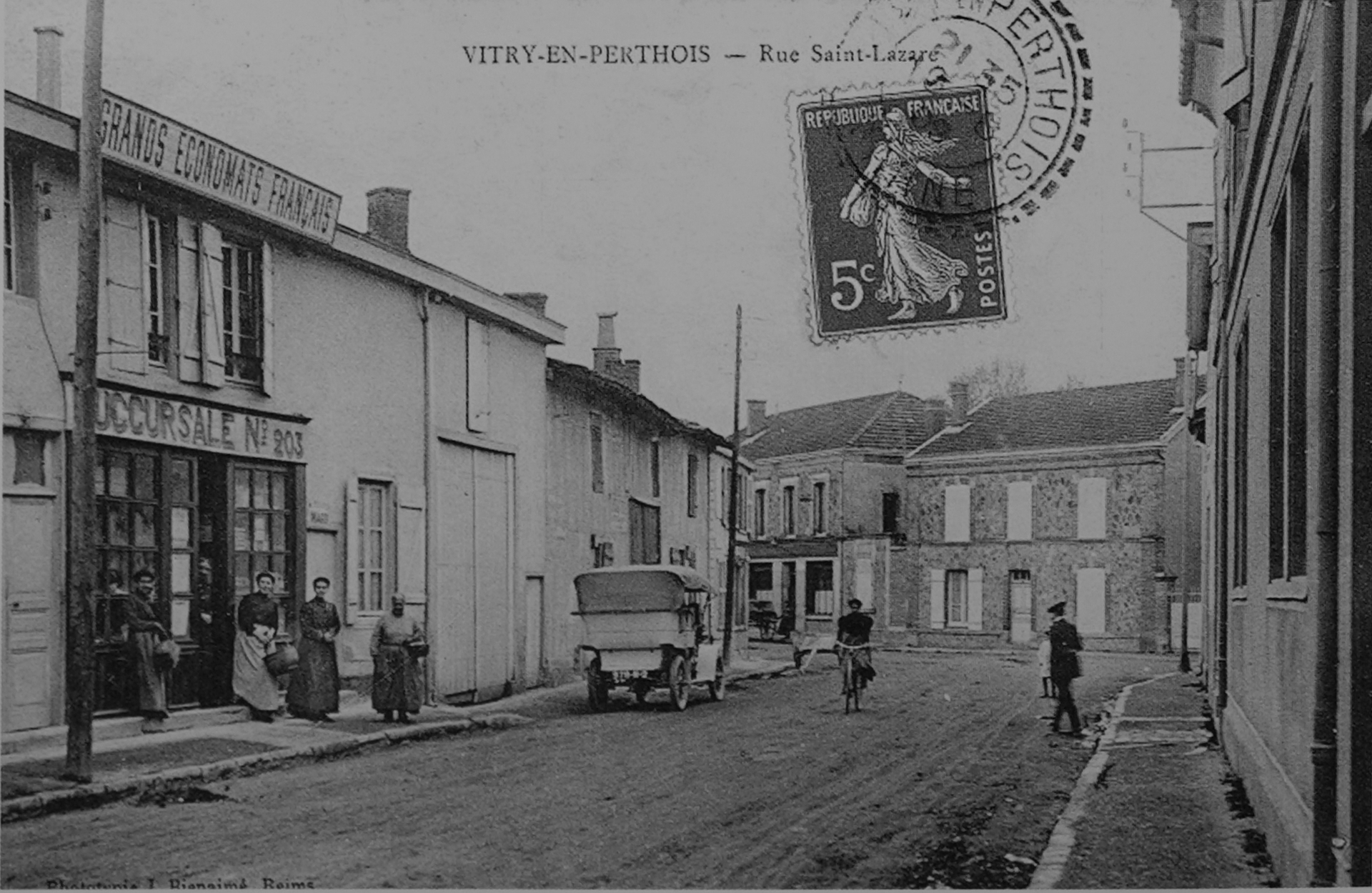
En 1909 le grand économat.
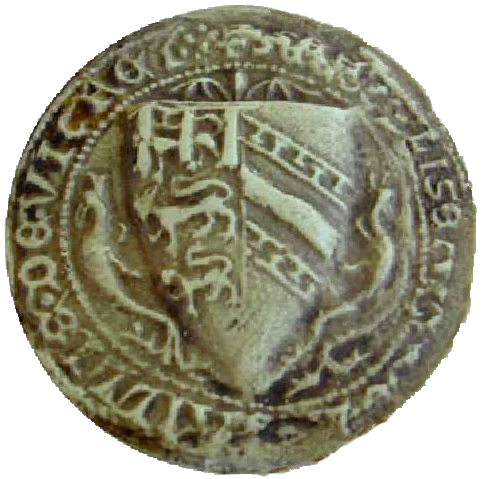
Sceau du bailliage de Vitry.
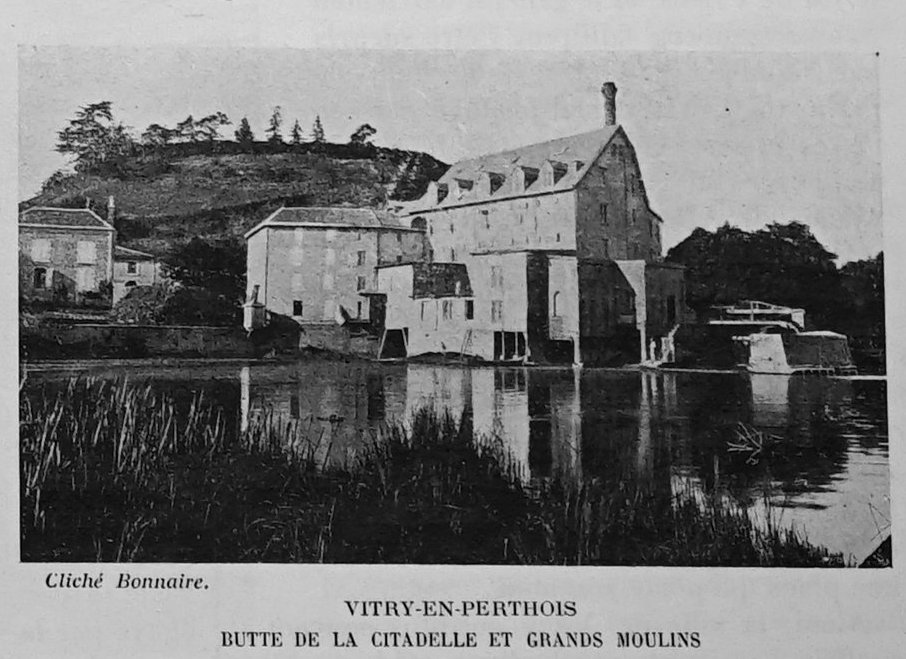
Moulins sur la rivière.

### Personnalités liées à la commune
- Henri Ier le Libéral, comte de Troyes (1152-1181), né à Vitry-en-Perthois en décembre 1127.
- Jacques de Vitry (vers 1165-1240), évêque d'Acre, cardinal-archevêque de Tusculum, prédicateur et intellectuel médiéval.
- Philippe de Vitry (1291-1361), évêque de Meaux et musicien créateur de l'Ars nova.
- Simha ben Samuel de Vitry (XIe siècle), rabbin et talmudiste, compilateur du Mahzor Vitry.
- Roger Caillois (1913-1978), écrivain, sociologue et critique littéraire français, évoque son enfance passée en partie à Vitry-en-Perthois dans Le Fleuve Alphée, publié en 1978.
- Edvald Boasson Hagen (né en 1987), cycliste norvégien, possède une résidence secondaire à Vitry-en-Perthois.

### Héraldique
| Armes de Vitry-en-Perthois | Les armes de la commune se blasonnent ainsi : d'azur, à la bande d'argent côtoyée de deux doubles cotices potencées et contre-potencées d'or, au franc-canton d'or chargé d'un château de sable. |